# Taebaek
Taebaek (hangul 태백시) är en stad i provinsen Gangwon i Sydkorea. Folkmängden var 42 945 invånare i slutet av 2020. Stadens befolkning har minskat kraftigt, år 1991 hade den 85 770 invånare. 
Staden är indelad i åtta administrativa stadsdelar:
Cheoram-dong,
Gumunso-dong,
Hwangji-dong,
Hwangyeon-dong,
Jangseong-dong,
Mungoksodo-dong,
Samsu-dong och
Sangjang-dong.